# Sathorn Unique Tower
A Sathorn Unique Tower é um arranha-céu inacabado na capital tailandesa, Bangkok . Planejada para ser um complexo de condomínios altos, a construção do edifício foi interrompida durante a crise financeira asiática de 1997, quando estava cerca de 80% concluída. Agora, está entre os mais importantes edifícios abandonados de Bangkok e se tornou um destino deexploração urbana. 

## História
A Sathorn Unique foi planejada como uma torre de condomínio de luxo de 47 andares com 600 unidades. O edifício foi projetado e desenvolvido por Rangsan Torsuwan, um proeminente arquiteto e promotor imobiliário que também projetou o edifício irmão da Sathorn Unique, a State Tower. O projeto foi lançado em 1990 e era de propriedade da Sathorn Unique Co. Ltd. e financiado principalmente pela Thai Mex Finance and Securities Company. A construção começou naquele mesmo ano, com a Si Phraya Co. Ltd. sendo a principal empreiteira.

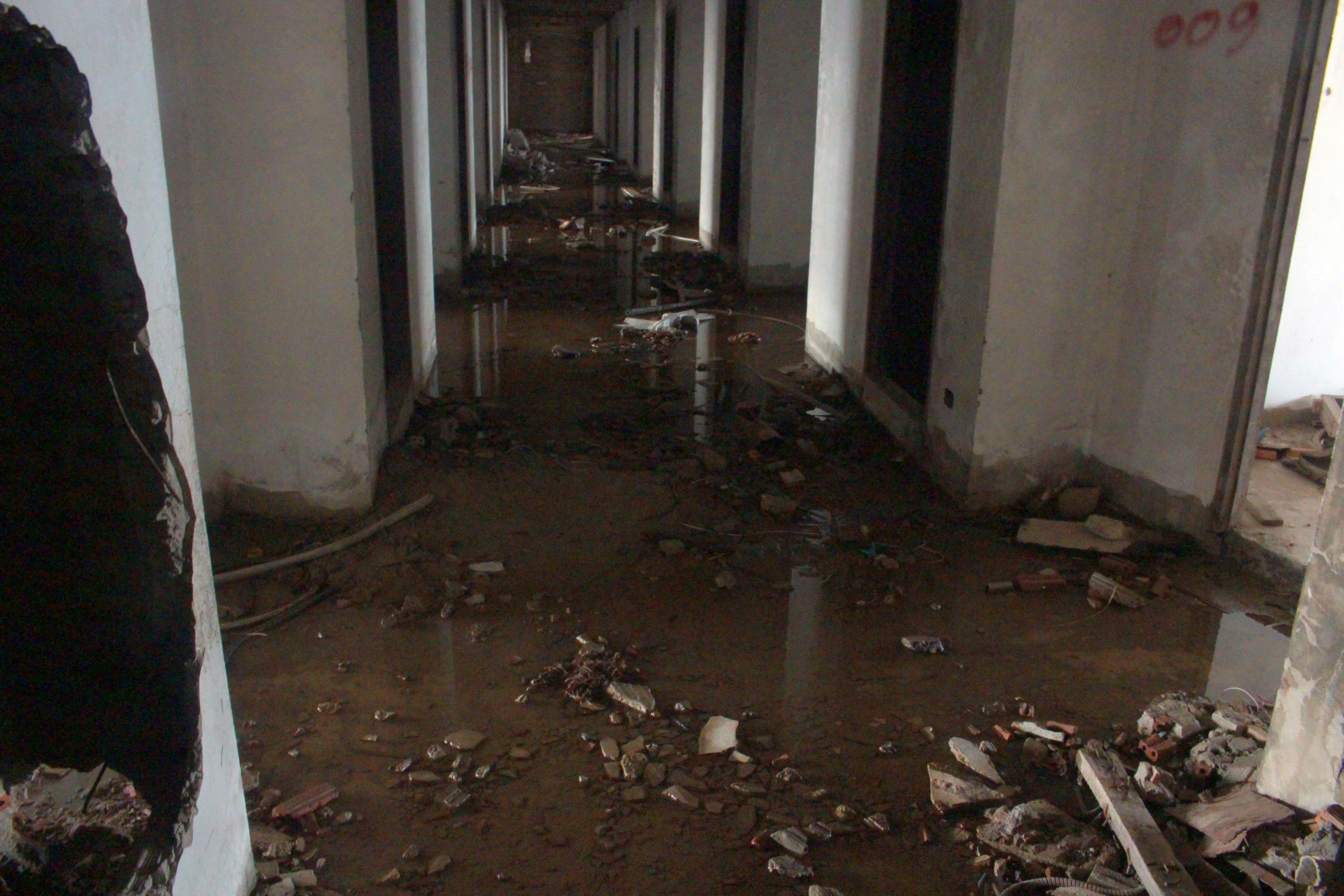
Interior em ruínas do edifício

Em 1993, em um caso polêmico que duraria quinze anos, Rangsan foi preso por supostamente conspirar para assassinar o presidente da Suprema Corte, Praman Chansue (o assassinato nunca ocorreu). Rangsan foi considerado culpado em 2008, mas depois absolvido pelo Tribunal de Apelações em 2010. O caso, no entanto, prejudicou a capacidade de Rangsan de obter apoio financeiro para seus projetos, atrasando a construção da Sathorn Unique.
Quando a crise financeira asiática ocorreu em 1997, o mercado imobiliário de Bangkok entrou em colapso e as empresas que financiaram o projeto faliram, sendo posteriormente liquidadas. Os projetos de construção em toda a cidade pararam e Bangkok ficou com mais de 300 projetos de arranha-céus inacabados. A maioria desses edifícios (entre eles a State Tower) foi concluída desde que a economia se recuperou, mas a Sathorn Unique permanece entre as dúzias de torres fantasmas inacabadas de Bangkok, apesar das negociações e esforços de refinanciamento do filho de Rangsan, Pansit Torsuwan, que havia se juntado à empresa de seu pai em 2004. Isso se deve em grande parte à insistência de Rangsan de que o projeto seja vendido apenas a um preço que permita que os compradores originais do edifício sejam totalmente pagos, em vez de declarar falência e dissolver a empresa. 

## Localização e projeto

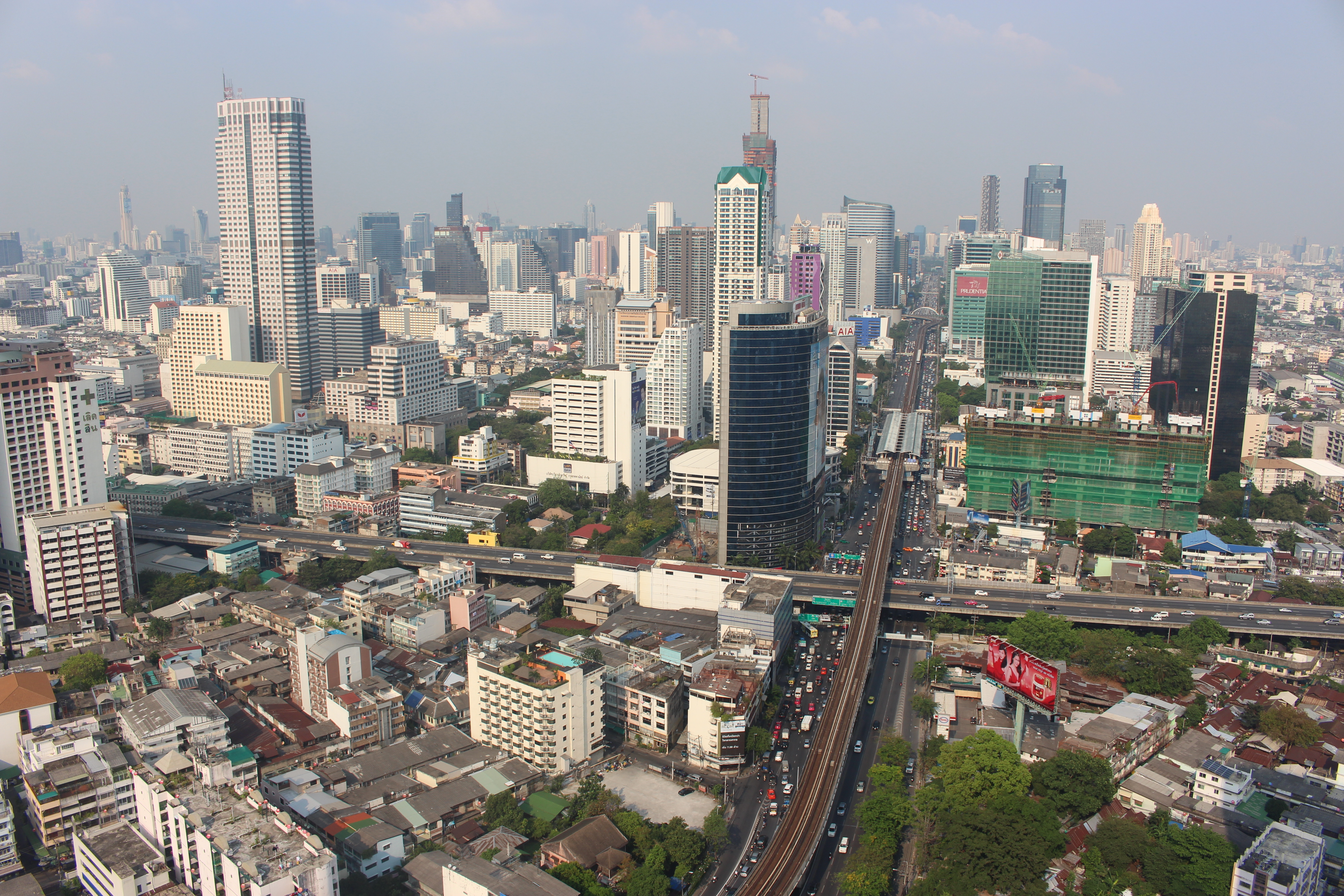
Visão do topo

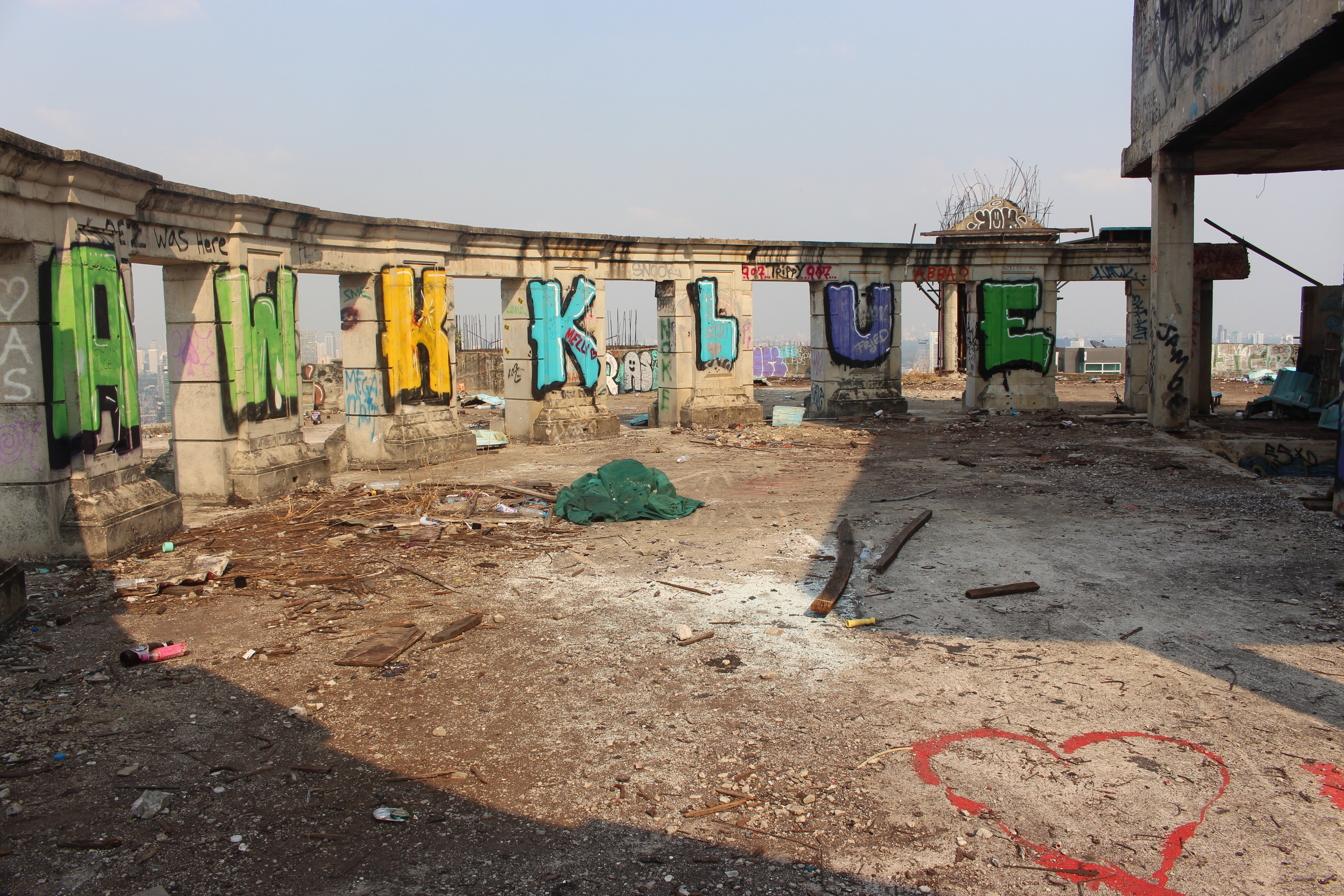
Graffiti no topo

A Sathorn Unique Tower está localizada na Charoen Krung Road, entre os Soi 51 e 53, no distrito de Sathon, em Bangkok. Fica aproximadamente em frente a Wat Yan Nawa e fica perto do final da Sathon Road, onde estão localizadas a Ponte Taksin e a Estação Saphan Taksin do BTS Skytrain. 
O edifício, de 49 andares (incluindo dois níveis subterrâneos), ocupa um terreno de aproximadamente dois rai (3.200 m²) e está conectado a uma garagem adjacente de dez andares. O estilo de Rangsan tem sido descrito como "pós-modernismo exultante, pastiche arquitetônico no qual estilos e épocas são jogados juntos sem nenhum sinal de restrição". Como seu prédio irmão, a State Tower, o design da Sathorn Unique apresenta o uso liberal de elementos neo-gregos, especialmente em suas colunas e varandas. Embora a estrutura principal do edifício tenha sido amplamente concluída, e considerada segura, o trabalho interior e de infraestrutura mal havia começado quando a construção foi interrompida e as paredes e detalhes estruturais, especialmente nos níveis superiores, também permanecem incompletos.

## Status
O edifício ficou conhecido como um destino de exploração urbana e também recebeu atenção de visitantes internacionais. O edifício reapareceu nas notícias em dezembro de 2014, quando o corpo de um sueco foi encontrado pendurado no 43º andar. A causa da morte foi determinada como suicídio, embora as notícias levassem à discussão sobre a segurança do prédio.
Em setembro de 2015, Pansit Torsuwan, agora membro do conselho da Sathorn Unique Co., revelou que havia prestado acusações criminais de invasão contra cinco pessoas que haviam postado material na Internet, incluindo um par de estrangeiros que criaram um vídeo de free running na torre. Pansit afirmou que isso foi feito para dar o exemplo e impedir as pessoas de subirem no prédio. Ele acrescentou que o número de pessoas que entraram ilegalmente nas instalações aumentou bastante após um a exposição online, com mais de cem pessoas entrando em alguns fins de semana.
Em 2017, Pansit permitiu que o Museum Siam organizasse um seminário no prédio como parte de sua exposição comemorativa do vigésimo aniversário da crise financeira. Ele também permitiu que o prédio fosse usado como na filmagem do filme de terror The Promise.
 

Existem várias superstições ao redor do prédio, mantidas por pessoas das comunidades próximas. Alguns acreditam que o prédio é assombrado, já que o terreno em que está assentado é provavelmente um antigo cemitério. Outros acreditam que a localização do edifício, lançando sombras sobre o vizinho Wat Yan Nawa, é pouco auspiciosa, resultando em sua falha na conclusão. 